# Гольби, Диана
Диана Гольби (ивр. דיאנה גולבי‎); имя при рождении Диана Игоревна Голованова (родилась 16 января 1992 года в Москве) — израильская певица русского происхождения, победительница 8-го сезона израильского реалити-шоу «Кохав нолад» и лидер рок-группы «А-Руссим».

## Биография
Диана вместе с родителями переехала в Израиль в возрасте 4 лет и осела в Холоне. С детства она увлекалась пением, изучала актёрское мастерство в театральной студии. В 2008 году она создала свою рок-группу «А-Руссим» (ивр. הרוסים‎), название которой является игрой слов, означающее «русские» и «разрушенные» (все члены группы — уроженцы России или бывших советских республик).
В 2010 году Диана Гольби выступила в 8-м сезоне телешоу «Кохав Нолад», впечатлив судей, и одержала в шоу победу: 4 сентября 2010 по итогам голосования телезрителей она набрала 53 % голоса, победив в финале Идана Амеди, заработав приз в 240 тысяч шекелей и контракт на запись альбома от продюсера Луиса Лахава. В 2017 году Диана выступила в ещё одном телешоу «Rising Star», в его 4-м сезоне, который стал отбором на Евровидение-2017. Она набрала 95 % голосов, дебютировав 2 января 2017 года на шоу с песней «Alive» певицы Сиа, но заняла итоговое 2-е место (победу одержал Имри Зив).
Закончила высокую театральную школу Nissan Nativ, в Тель-Авиве (2015—2018).

## Дискография
- 2010 — Диана Голби — счастливые моменты (דיאנה גולבי - הרגעים הגדולים)
- 2013 — Счастье (אושר)
- 2015 — Sins Diana Golbi